# Merchas Doski
Merchas Doski (in arabo ميرخاس دوسكي‎?; Hannover, 7 dicembre 1999) è un calciatore tedesco naturalizzato iracheno, difensore del Viktoria Plzeň e della nazionale irachena.

## Carriera

### Club
Nato in Germania da una famiglia di origini irachene, è cresciuto nel settore giovanile dell'Arminia Hannover. Dopo aver militato in diverse squadre amatoriali tedesche, nel 2020 è stato acquistato dagli austriaci del Wacker Innsbruck, con cui ha esordito il 23 ottobre 2020 nella sconfitta esterna per 4-0 in 2. Liga contro il Template:Calcio Blau-Weiß Linz. Nei due anni successivi ha alternato presenze tra prima e seconda squadra. Rimasto svincolato, il 1º luglio 2022 ha firmato un contratto triennale con i cechi dello Slovácko.

### Nazionale
Ha giocato nella nazionale irachena Under-23.
Il 23 settembre 2022 ha esordito con la nazionale maggiore irachena disputando l'amichevole persa ai rigori contro l'Oman.

## Statistiche

### Presenze e reti nei club
Statistiche aggiornate al 15 ottobre 2022.
| Stagione                   | Squadra                        | Campionato                 | Campionato | Campionato | Coppe nazionali | Coppe nazionali | Coppe nazionali | Coppe continentali | Coppe continentali | Coppe continentali | Altre coppe | Altre coppe | Altre coppe | Totale | Totale |
| Stagione                   | Squadra                        | Comp                       | Pres       | Reti       | Comp            | Pres            | Reti            | Comp               | Pres               | Reti               | Comp        | Pres        | Reti        | Pres   | Reti   |
| -------------------------- | ------------------------------ | -------------------------- | ---------- | ---------- | --------------- | --------------- | --------------- | ------------------ | ------------------ | ------------------ | ----------- | ----------- | ----------- | ------ | ------ |
| 2017-2018                  | Germania Egestorf/Langreder II | LL                         | 21         | 1          |                 | -               | -               |                    | -                  | -                  |             | -           | -           | 21     | 1      |
| 2018-2019                  | Heeßeler                       | LL                         | 29         | 1          |                 | -               | -               |                    | -                  | -                  |             | -           | -           | 29     | 1      |
| 2019-2020                  | Eintracht Celle                | OL                         | 19         | 0          |                 | -               | -               |                    | -                  | -                  |             | -           | -           | 19     | 0      |
| 2020-2021                  | Wacker Innsbruck II            | RL                         | 11         | 0          |                 | -               | -               |                    | -                  | -                  |             | -           | -           | 11     | 0      |
| 2021-2022                  | Wacker Innsbruck II            | RL                         | 7          | 0          |                 | -               | -               |                    | -                  | -                  |             | -           | -           | 7      | 0      |
| Totale Wacker Innsbruck II | Totale Wacker Innsbruck II     | Totale Wacker Innsbruck II | 18         | 0          |                 | -               | -               |                    | -                  | -                  |             | -           | -           | 18     | 0      |
| 2020-2021                  | Wacker Innsbruck               | 1L                         | 4          | 1          | CA              | 0               | 0               |                    | -                  | -                  |             | -           | -           | 4      | 1      |
| 2021-2022                  | Wacker Innsbruck               | 1L                         | 6          | 0          | CA              | 1               | 0               |                    | -                  | -                  |             | -           | -           | 7      | 0      |
| Totale Wacker Innsbruck    | Totale Wacker Innsbruck        | Totale Wacker Innsbruck    | 10         | 1          |                 | 1               | 0               |                    | -                  | -                  |             | -           | -           | 11     | 1      |
| 2022-2023                  | Slovácko                       | 1L                         | 10         | 3          | CRC             | 0               | 0               | UEL+UECL           | 2+6                | 0                  |             | -           | -           | 18     | 3      |
| Totale carriera            | Totale carriera                | Totale carriera            | 107        | 6          |                 | 1               | 0               |                    | 8                  | 0                  |             | -           | -           | 116    | 6      |

### Cronologia presenze e reti in nazionale
| Cronologia completa delle presenze e delle reti in nazionale ― Iraq | Cronologia completa delle presenze e delle reti in nazionale ― Iraq | Cronologia completa delle presenze e delle reti in nazionale ― Iraq | Cronologia completa delle presenze e delle reti in nazionale ― Iraq | Cronologia completa delle presenze e delle reti in nazionale ― Iraq | Cronologia completa delle presenze e delle reti in nazionale ― Iraq | Cronologia completa delle presenze e delle reti in nazionale ― Iraq | Cronologia completa delle presenze e delle reti in nazionale ― Iraq |
| Data                                                                | Città                                                               | In casa                                                             | Risultato                                                           | Ospiti                                                              | Competizione                                                        | Reti                                                                | Note                                                                |
| ------------------------------------------------------------------- | ------------------------------------------------------------------- | ------------------------------------------------------------------- | ------------------------------------------------------------------- | ------------------------------------------------------------------- | ------------------------------------------------------------------- | ------------------------------------------------------------------- | ------------------------------------------------------------------- |
| 23-9-2022                                                           | Amman                                                               | Iraq                                                                | 1 – 1 dts (3 - 4 dtr)                                               | Oman                                                                | Amichevole                                                          | -                                                                   | 99’                                                                 |
| 16-6-2023                                                           | Valencia                                                            | Colombia                                                            | 1 – 0                                                               | Iraq                                                                | Amichevole                                                          | -                                                                   | 69’                                                                 |
| Totale                                                              |                                                                     | Presenze                                                            | 2                                                                   |                                                                     | Reti                                                                | 0                                                                   |                                                                     |